# Ізяслав (станція)
Ізяслав — проміжна залізнична станція 4-го класу Козятинської дирекції Південно-Західної залізниці на неелектрифікованій лінії Шепетівка — Тернопіль. Розташована в місті Ізяслав Шепетівського району Хмельницької області.

## Історія
Станція відкрита 1915 року. 
У 1999—2000 роках БМЕУ-2 Південно-Західної залізниці проведено капітальний ремонт вокзалу.

## Пасажирське сполучення
На станції щодеено зупиняються приміські поїзди сполученням Шепетівка — Ланівці.
До 31 жовтня 2011 року через станцію прямував пасажирський поїзд № 675/676 сполученням Шепетівка — Івано-Франківськ. З 1 листопада 2011 року рух поїзда, як «збиткового», остаточно був скасований відповідно з рішенням Львівської залізниці.  